# Radical 110
El radical 110, representado por el carácter Han 矛, es uno de los 214 radicales del diccionario de Kangxi. En mandarín estándar es llamado 矛部, (máo　bù,　«radical “lanza”»); en japonés es llamado 矛部, ぼうぶ (bōbu), y en coreano 모 (mo).
El radical «lanza» aparece casi siempre en el lado izquierdo de los caracteres que clasifica (por ejemplo, en el carácter 矠). En algunas ocasiones aparece en la parte superior (por ejemplo, en el carácter 矞). 
Nótese que existen otros dos radicales llamados «lanza»: el radical 62 (戈) y el radical 79 (殳). Sin embargo, el primero es llamado también radical «alabarda» y el segundo es llamado también «arma».

## Nombres populares
- Mandarín estándar: 矛, máo, «lanza».
- Coreano: 창모부, chang mo bu, «radical mo-lanza».
- Japonés:　矛（ほこ）, hoko, «lanza»; 矛偏（ほこへん）, hokohen, «“lanza” en el lado izquierdo del carácter».[1]
- En occidente: radical «lanza».

## Galería
| Estilos antiguos                                 | Estilos antiguos                  | Estilos antiguos                        | Estilos antiguos                   | Estilos antiguos                   | Estilos empleados actualmente       | Estilos empleados actualmente  | Estilos empleados actualmente    | Estilos empleados actualmente   | Estilos empleados actualmente  |
|                                                  |                                   |                                         |                                    |                                    |                                     | 矛                             | 矛                               |                                 |                                |
| 甲骨文 jiǎgǔwén (escritura de huesos oraculares) | 金文 jīnwén (escritura de bronce) | 简帛 jiǎnbó (escritura de bambú y seda) | 篆文 zhuànwén (escritura de sello) | 篆文 zhuànwén (escritura de sello) | 隸書 lìshū (estilo de los escribas) | 楷書 kǎishū (estilo regular)   | 楷書 kǎishū (estilo regular)     | 行書 xǐngshū (estilo corriente) | 草書 cǎoshū (estilo de hierba) |
| 甲骨文 jiǎgǔwén (escritura de huesos oraculares) | 金文 jīnwén (escritura de bronce) | 简帛 jiǎnbó (escritura de bambú y seda) | 大篆 dàzhuàn (sello grande)        | 小篆 xiǎozhuàn (sello pequeño)     | 隸書 lìshū (estilo de los escribas) | 繁體／繁体 fántǐ (tradicional) | 简体／簡體 jiǎntǐ (simplificado) | 行書 xǐngshū (estilo corriente) | 草書 cǎoshū (estilo de hierba) |

## Caracteres con el radical 110

| trazos | carácter |
| ------ | -------- |
| + 0    | 矛       |
| + 4    | 矜       |
| + 5    | 矝       |
| + 7    | 矞 矟    |
| + 8    | 矠       |
| + 20   | 矡       |